# Víctor Rodríguez Andrade
Víctor Rodríguez Andrade (Montevidéu, 2 de maio de 1927 — 18 de maio de 1985) foi um futebolista uruguaio. Foi o lateral-esquerdo do Maracanaço. Era famoso como sobrinho de José Leandro Andrade, campeão da Copa do Mundo FIFA de 1930. Os Andrade foram o primeiro parentesco diferente do de irmãos na competição, o primeiro caso de tio e sobrinho e os únicos em que ambos foram campeões.[carece de fontes?] Rodríguez era um dos três titulares da decisão que não jogavam nem no Nacional e nem no Peñarol; atuava na época no Central.

## Carreira em clubes

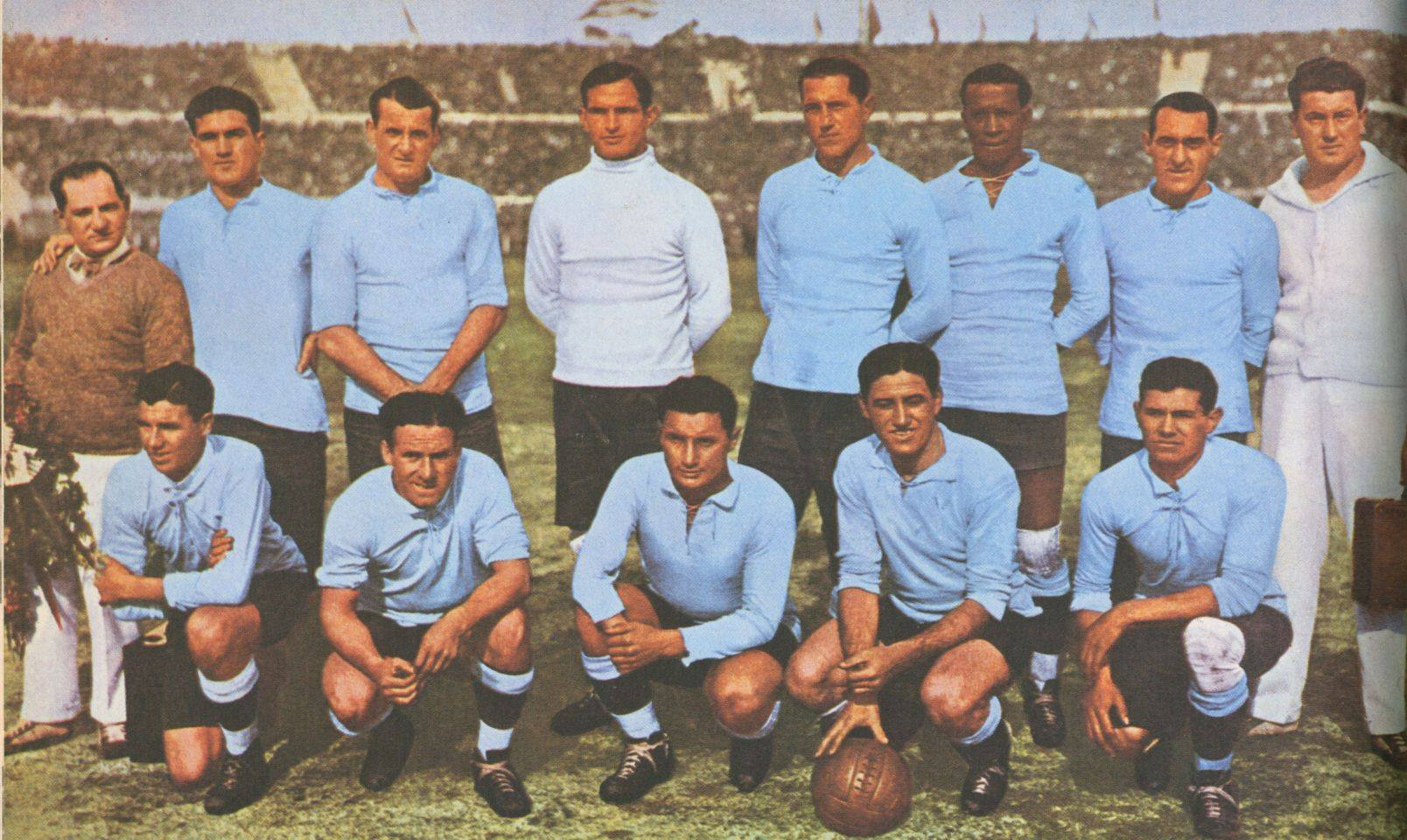
Seleção uruguaia antes da final da Copa do Mundo FIFA de 1930. Único negro, José Leandro Andrade, tio de Rodríguez, é a antepenúltima pessoa em pé.

Nasceu no Barrio Sur de Montevidéu, famoso reduto do candombe e da população afro da capital uruguaia. O tio José Leandro Andrade era justamente um entusiasta do carnaval uruguaio e já tinha sido considerado o primeiro grande jogador negro da história do futebol mundial, sendo um dos poucos presentes nas três conquistas mundiais do Uruguai entre 1924 e 1930 - o bicampeonato olímpico em 1924 e 1928 e a Copa do Mundo FIFA de 1930. Por causa dele, Víctor Rodríguez passou a usar também o sobrenome Andrade.
Rodríguez atuava no pequeno Central, que em 1972 passou a ser o atual Central Español. Foi ao lado de Luis Rijo o único jogador que o clube cedeu à Celeste Olímpica para uma Copa do Mundo FIFA, com ambos sendo convocados à de 1950.[carece de fontes?] O técnico da seleção, Juan López Fontana, trabalhava no clube na época, só se definindo no mês anterior ao evento que treinaria também o Uruguai. Somente Rodríguez foi titular.
A convocação veio a despeito do Central ter sido o penúltimo de dez times no campeonato uruguaio de 1949;[carece de fontes?] Rodríguez já era jogador de seleção desde 1947.[carece de fontes?] Transferiu-se ao Peñarol em 1952. Suas melhores campanhas com o Central foram dois quartos lugares seguidos, em 1950 e em 1951. Sem ele em 1952, o clube voltou a ficar em penúltimo, a dois pontos do único rebaixado, o Sud América.[carece de fontes?]
No Peñarol, ele logo chegou como titular na lateral-esquerda em 1952. Peñarol e Nacional terminaram empatados, forçando um jogo-extra realizado em fevereiro do ano seguinte. Alcides Ghiggia e Óscar Míguez, ambos também titulares no Maracanaço, foram expulsos nele e o rival terminou campeão. Foi inclusive a última partida de Ghiggia pelo Peñarol. Acusado de agredir o árbitro, sua expulsão foi seguida de uma suspensão de quinze meses, o que influenciou na venda do jogador ao exterior.
Para 1953, Rodríguez Andrade passou à outra lateral. O Peñarol voltou a ser campeão, com o jogador participando de vitória por 5-0 no clássico com o Nacional. Em 1954, mantendo-se na lateral-direita, esteve dessa vez em uma goleada por 4-0 sobre o arquirrival. Os aurinegros foram novamente campeões, com oito pontos de diferença para o vice Danubio, mesmo sofrendo os desfalques de Juan Alberto Schiaffino (vendido ao Milan) e de Obdulio Varela, que havia voltado lesionado da Copa do Mundo daquele ano e jogara somente a reta final.
Em 1955, Rodríguez passou a disputar a lateral-direita com Juan Carlos González. Sofrendo agora as baixas de Varela e de Roque Máspoli, ambos aposentados antes do início do campeonato, o Peñarol não conseguiu resultados expressivos. A alternância com González manteve-se em 1956, quando o título novamente ficou com o Nacional. Em 1957, a disputa passou a ser com Mirto Davoine. Novamente, o clube não foi campeão.
Embora ainda defendesse a seleção no ano de 1957,[carece de fontes?] Rodríguez já estava na reta final da carreira, parando de jogar no ano seguinte, ainda antes do campeonato uruguaio que enfim o Peñarol voltou a vencer.

## Seleção

### Inícios
Rodríguez estreou pelo Uruguai em 2 de dezembro de 1947,[carece de fontes?] data da estreia da seleção na Copa América daquele ano, em vitória por 2-0 sobre a Colômbia. A convocação veio embora seu clube, o Central, houvesse terminado o campeonato uruguaio apenas em sétimo de dez clubes. Na ocasião, entrou nos cinco minutos finais, substituindo Schubert Gambetta. Participou de apenas outra partida, substituindo Gambetta no intervalo de derrota por 3-1 para a campeã Argentina.[carece de fontes?]
Em 1949, a Celeste participou da Copa América daquele ano representada por juvenis em função de uma longa greve dos principais jogadores.[carece de fontes?] A situação permanecia tumultuada às vésperas da Copa do Mundo FIFA de 1950; o técnico Juan López Fontana fora escolhido apenas um mês antes do torneio, após a seleção obter resultados ruins contra os próprios brasileiros, o que, além das derrotas pela Copa Rio Branco, incluíam ainda uma derrota para o Brasil de Pelotas e, em Montevidéu, dois empates contra o Fluminense; os jogadores uruguaios viam-se fora de forma após dois meses de inatividade. Antes da escolha da Associação Uruguaia de Futebol por López, o Peñarol chegara a vetar a convocação de seus jogadores: a AUF desprezava o técnico da equipe aurinegra, o húngaro Emérico Hirschl, desejado pela torcida e mídia. Com pouco tempo para entrosar o time, López chamou exatamente os jogadores que disputaram a Copa Rio Branco semanas antes do mundial.
A Rio Branco desenrolara-se em três partidas, com Rodríguez Andrade jogando todas como titular, embora seu clube, o Central, houvesse terminado em penúltimo no campeonato de 1949.[carece de fontes?] O técnico López era justamente o treinador do Central, mas foi escolhido por já conhecer o ambiente da seleção, na qual era assistente técnico desde 1934. Rodríguez foi convocado junto com outro colega de clube, Luis Rijo. Ambos ainda são os únicos jogadores fornecidos pelo Central à seleção para qualquer Copa do Mundo FIFA.[carece de fontes?] Somente Rodríguez foi titular.

### Copa de 1950
Rodríguez tinha um estilo em adiantar-se, o que chegou a custar dois gols sofridos em um duro empate com a Espanha na primeira rodada do quadrangular final, com Estanislao Basora aproveitando-se do espeço deixado e pela lentidão de Eusebio Tejera para marcar duas vezes, virando o jogo que os uruguaios venciam por 1-0. Os sul-americanos conseguiram empatar com alguma sorte, em chute de longa distância de Obdulio Varela. Já no Maracanaço, ele não conseguiu acompanhar Friaça, que correu na sua frente no lance do primeiro gol. Mas auxiliou pela esquerda Matías González na marcação sobre o artilheiro Ademir de Menezes. Os uruguaios conseguiram no primeiro tempo impedir a intensa troca de passes entre Ademir, Zizinho e Jair da Rosa Pinto, jogadas-chave para as goleadas prévias do Brasil na competição.

### Após 1950
O Uruguai só voltou a fazer partidas no ano de 1952, pelo Campeonato Pan-Americano daquele ano, de março a abril. Rodríguez, novamente, foi convocado e dessa vez foi empregado na lateral-direita. A Celeste ficou em terceira,[carece de fontes?] sendo derrotada por 4-2 pelo campeão Brasil, que na época encarou o resultado como uma vingança pelo Maracanaço, a primeira de diversas partidas vistas como algo do tipo.
Rodríguez não participou da Copa América de 1953, cuja maioria de convocados não havia estado na Copa do Mundo FIFA de 1950.[carece de fontes?] Já na Copa do Mundo FIFA de 1954, era um dos remanescentes do Maracanaço em uma seleção bastante renovada, junto com Roque Máspoli, Obdulio Varela, Juan Alberto Schiaffino e Óscar Míguez. Os campeões foram sorteados para a chave considerada como "grupo da morte", com Áustria, Tchecoslováquia e Escócia.
Tchecoslovacos e escoceses foram dominados, com derrotas por 2-0 e 7-0, respectivamente. Nas quartas-de-final, os uruguaios venceram a Inglaterra em uma partida de alto nível encerrada em 4-2. Os ingleses estavam com uma seleção completa e fizeram seu primeiro jogo de alto nível em uma Copa do Mundo, mas justamente em um dia em que os sul-americanos estiveram ainda melhores, vencendo o time de Stanley Matthews. A eliminação veio na semifinal, contra a sensação Hungria, que custou a conseguir a vitória, só obtida na prorrogação. Foi a primeira derrota do Uruguai na história da Copa do Mundo FIFA.
Rodríguez seguiu na seleção, sendo o lateral-direito titular na Copa América de 1955. Dessa vez, os uruguaios ficaram em quarto. Já na de 1956, sediada no Uruguai, o país foi campeão. Rodríguez Andrade seguia na titularidade da lateral-direita da campanha campeã, a primeira dos uruguaios desde a edição de 1942.[carece de fontes?]
Em 1956, ele também esteve em reencontro contra o Brasil no Maracanã, agora pela Taça do Atlântico, em partida violenta com diversas expulsões. Seu último jogo pelo Uruguai ocorreu em 5 de junho de 1957,[carece de fontes?] data de empate em 1-1 com a Argentina pela Copa Lipton em Buenos Aires, ainda antes das eliminatórias para a Copa do Mundo FIFA de 1958[carece de fontes?] - para a qual o país, pela primeira vez, não se classificou em campo.

## Após parar
Depois de encerrar a carreira, foi porteiro do Palácio Legislativo de Montevidéu. Dos campeões do Maracanaço, foi dos que passaram a viver em situação mais precária. Após aposentar-se, sua pequena pensão era destinada ao sustento também de irmãs e sobrinhas, morando em um subúrbio da capital uruguaia. Foi um dos primeiros campeões de 1950 a falecer, em 1985.

## Títulos
- Copa do Mundo FIFA: 1950
- Campeonato Uruguaio: 1953 e 1954
- Copa América: 1956